# Park Krajobrazowy Pojezierza Iławskiego

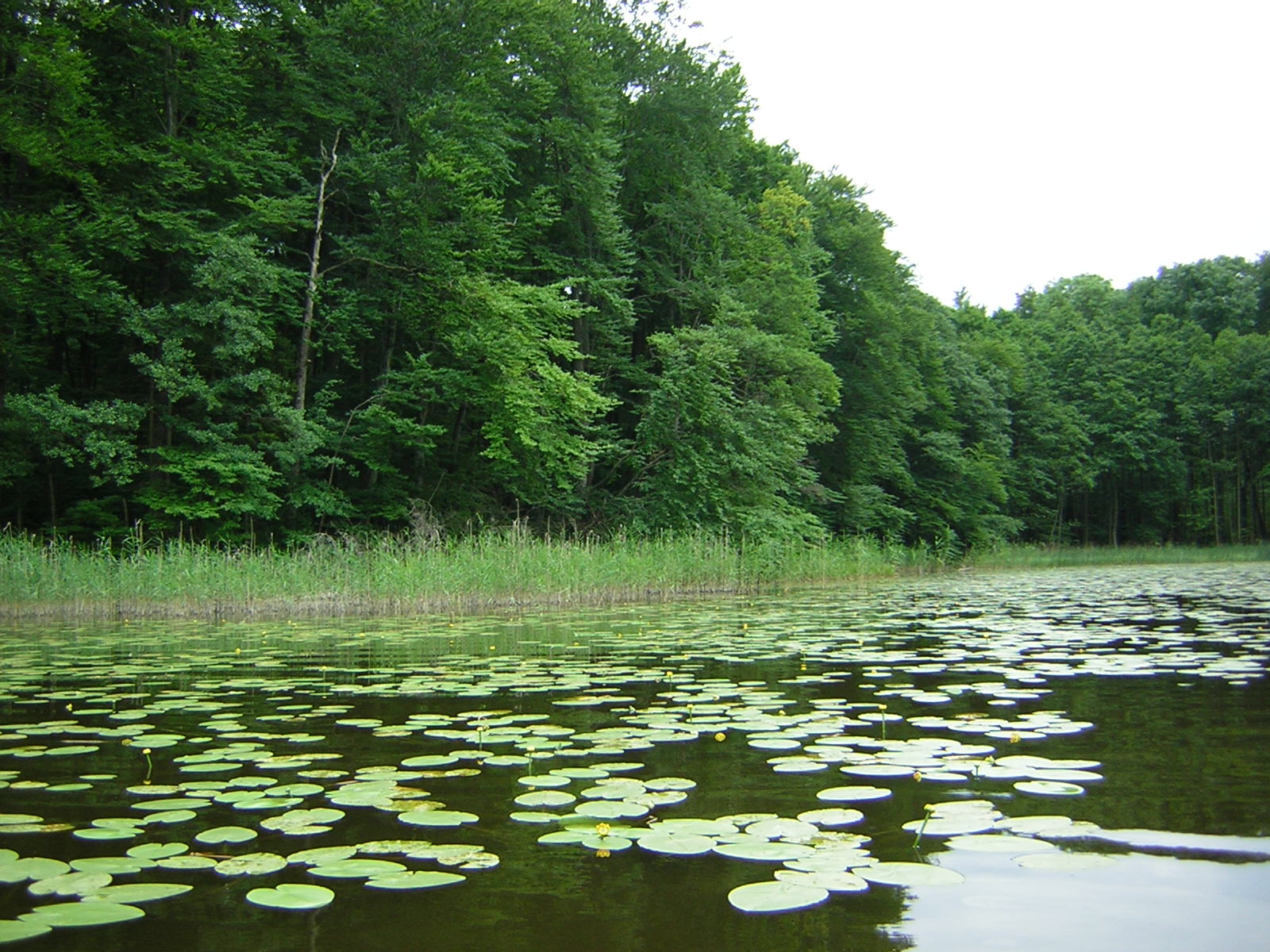
Jezioro Jeziorak

Park Krajobrazowy Pojezierza Iławskiego – powstały w roku 1993 park krajobrazowy położony na pograniczu województw warmińsko-mazurskiego i pomorskiego. Obejmuje najcenniejszy pod względem przyrodniczym obszar Pojezierza Iławskiego, w tym jezioro Jeziorak (najdłuższe w Polsce – 27,5 km) oraz Jezioro Jasne (o wyjątkowo czystej toni – przezroczystość wody do 15 m). W granicach parku i jego otuliny znajdują się 43 zbiorniki jeziorne o łącznej powierzchni 6003 ha. Jeziorność parku wynosi zatem 27%. Park obejmuje tereny charakterystyczne dla młodego krajobrazu polodowcowego. Licznie reprezentowane są tu takie formy krajobrazu polodowcowego jak pagórki moreny czołowej, morena denna, pola sandrowe czy wypełnione wodami jezior zagłębienia po martwym lodzie.
Obszar Parku zamieszkuje łącznie ok. 1340 mieszkańców i jest podzielony między dwa województwa:
obszar parku w województwie warmińsko-mazurskim 224,04 km² – otuliny parku 157,54 km²,
obszar parku w województwie pomorskim 26,41 km² – otuliny parku 22,84 km².
Jezioro Jeziorak wraz z otaczającym go kompleksem leśnym stanowi zbiór unikatowych zasobów fauny i flory. Jest ostoją wielu gatunków ptaków, jak np. czapli, kormoranów, żurawi, w tym także niezwykle rzadkich ptaków drapieżnych: bielików, rybołowów czy kań rudych. W kompleksach leśnych bytują popularne i rzadsze gatunki zwierzyny łownej: sarny, dziki, jelenie, łosie. Zimą pojawiają się czasami wilki.

## Rezerwaty przyrody Parku Krajobrazowego Pojezierza Iławskiego

### Istniejące rezerwaty przyrody
- Czerwica – rezerwat faunistyczny. Ochrona jeziora Czerwica z kolonią kormoranów i czapli siwej na wyspach i półwyspie. Teren rezerwatu pokrywa starodrzew dębu bezszypułkowego, buku, sosny.
- Jezioro Gaudy jest miejscem lęgu i bytowania ptactwa wodnego i błotnego, a także interesujących zespołów roślinności torfowiskowej.
- Jasne jest rezerwatem krajobrazowo-leśnym. Obejmuje jeziora Jasne i Luba, kompleks torfowisk i otaczające je drzewostany. Obfita roślinność torfowiskowa. W drzewostanach występuje sosna, dąb szypułkowy, buk i brzoza brodawkowata.

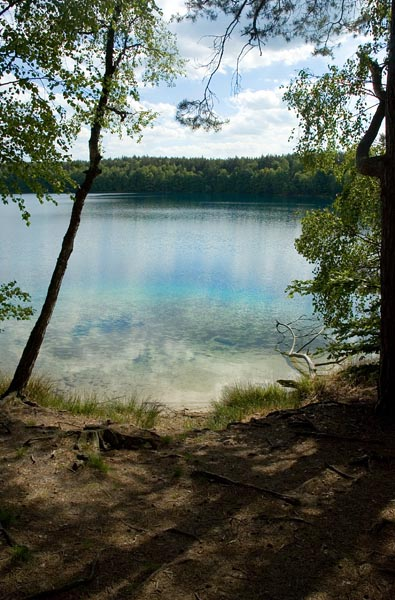
Jezioro Jasne

### Planowane rezerwaty przyrody
- Buczyna na Łaniochu
- Piotrkowskie Bagna
- Witoszewskie Grądy

## Pomniki przyrody
Na terenie parku znajduje się 58 pomników przyrody ożywionej. Do ciekawszych zarejestrowanych pomników należą:
Gruba Sosna – obwód 310 cm, na południe od Siemian, przy drodze leśnej w oddziale 276, gmina Iława.
Aleja Napoleona – kilkadziesiąt sosen rosnących wzdłuż drogi gruntowej wiodącej z Szymbarka w kierunku północnym do szosy Iława – Susz; obwody od 50 do 380 cm, gmina Iława.
Grupa 8 dębów – koło Gostyczyna, obwody od 377 do 556 cm, gmina Susz.

## Fauna i flora parku

### Lasy
- sosnowe
- bukowe
- mieszane

### Rzadkie rośliny

#### Rośliny lądowe

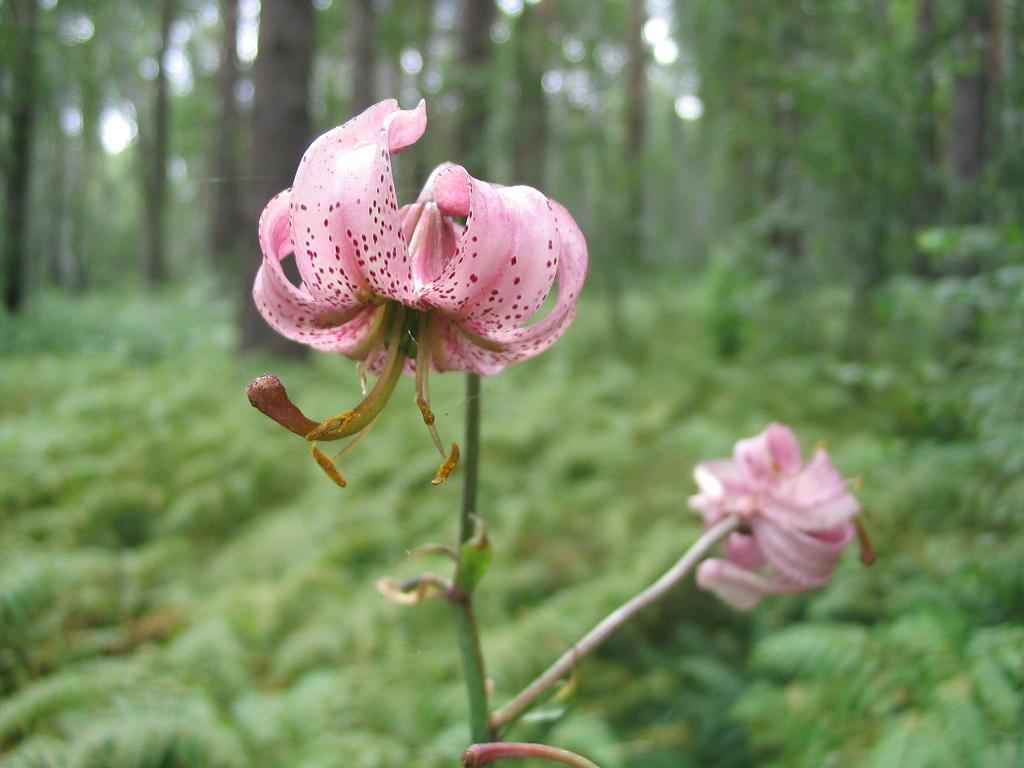
Lilia złotogłów

- wawrzynek wilczełyko
- lilia złotogłów
- bluszcz pospolity
- podkolan biały oraz podkolan zielonawy
- rosiczka okrągłolistna
- orlik pospolity
- tysięcznik pospolity

#### Roślinność wodna i torfowiskowa
- rdestnica
- rogatek
- wywłócznik
- grążel żółty
- grzybień biały
- trzcina pospolita
- pałka
- oczeret

### Zwierzęta

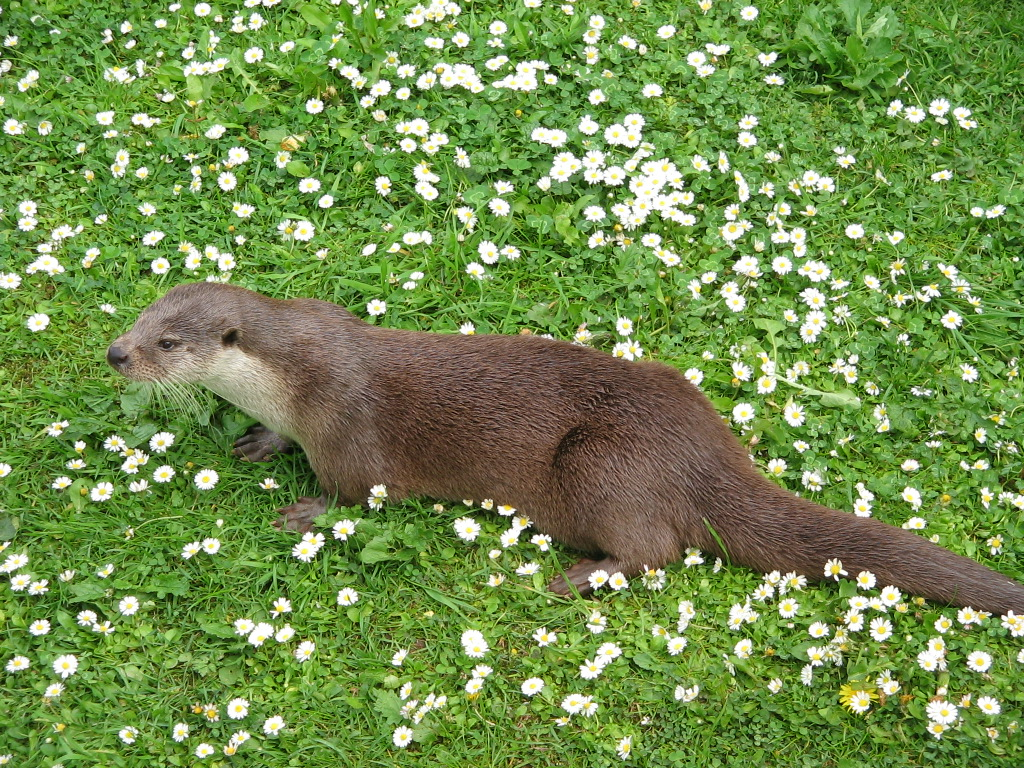
Wydra europejska

#### Ssaki
- jelenie
- sarny
- dziki
- lisy
- bobry
- borsuki
- wydry
- łoś
- wilk

#### Ptaki

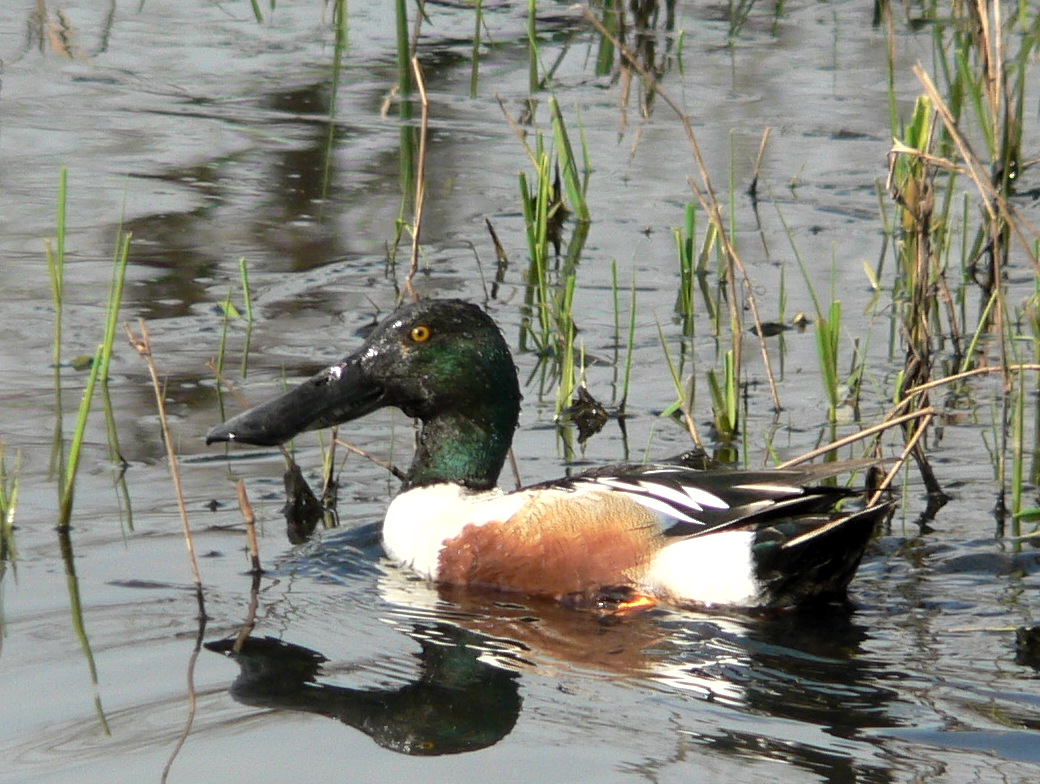
Płaskonos

- żurawie
- rybołowy
- kormorany
- bieliki
- orliki krzykliwe
- kanie
- czarne bociany
- płaskonos
- krakwa